# 清水村 (樺太)
清水村（しみずむら）は、日本の領有下において樺太に存在した村（指定町村）。
当該地域の領有権に関する詳細は樺太の項目を参照のこと。現在はロシア連邦がサハリン州ピャチレチエ、チャプラノボとして実効支配している。

## 概要
- 真岡支庁管内の中で唯一海に面していない村であった。
- 豊真線が村を走っていた。宝台から真岡町にかけてはループ線の出発点となっていた。

## 歴史
- 1915年（大正4年）6月26日 - 「樺太ノ郡町村編制ニ関スル件」（大正4年勅令第101号）の施行により行政区画として発足。真岡郡に所属し、真岡支庁が管轄。
- 1929年（昭和4年）7月1日 - 樺太町村制の施行により二級町村となる。
- 1943年（昭和18年）4月1日
  - 「樺太ニ施行スル法律ノ特例ニ関スル件」（大正9年勅令第124号）が廃止され、内地編入。
  - 指定町村となる。
- 1945年（昭和20年）
  - 8月20日 - ソビエト連邦に侵攻され、熊笹峠や宝台ループ線付近では日ソ両軍による激戦が行われる。
  - 8月22日 - ソビエト連邦により占拠される。
- 1949年（昭和24年）6月1日 - 国家行政組織法の施行のため法的に樺太庁が廃止。同日清水村廃止。

## 村内の地名
| - 清水 - 二股（ふたまた） - 大曲（おおまがり） - 中野（なかの） - 逢坂（おうさか） - 宝台（たからだい） - 沼ノ沢（ぬまのさわ） - 九里（くり） - 豊真間（とよまま） | - 矢取（やとり） - 富沢（とみざわ） - 天城（あまぎ） - 緑江（ろっこう） - 瑞穂（みずほ） - 瑞穂無名沢（みずほむめいざわ） - 瑞穂小浦島（みずほこうらしま） - 瑞穂大浦島（みずほおおうらしま） |

（）

## 地域

### 教育
以下の学校一覧は1945年（昭和20年）4月1日現在のもの。
- 樺太公立二股国民学校
- 樺太公立逢坂国民学校
- 樺太公立清水国民学校
- 樺太公立富沢国民学校
- 樺太公立緑紅国民学校
- 樺太公立瑞穂国民学校
  - 大浦島分教場
- 樺太公立天城国民学校